# Metodo del campo di background
In fisica teorica, il metodo del campo di background è una procedura utile per calcolare l'azione efficace di una teoria quantistica dei campi attraverso lo sviluppo di un campo quantistico {\displaystyle \phi (x)} intorno ad un classico "sfondo" il cui valore è indicato con  {\displaystyle B(x)}:
{\displaystyle \phi (x)=B(x)+\eta (x)};
dove  {\displaystyle \eta (x)} rappresenta la deviazione del campo {\displaystyle \phi (x)} dal valore di "sfondo"  {\displaystyle B(x)}.
Dopo aver fatto questo, le funzioni di Green vengono valutate in funzione dello sfondo. Questo approccio ha il vantaggio che l'invarianza di gauge è manifestamente preservata se l'approccio è applicato ad una teoria di gauge.

## Teoria di gauge
Le teorie di gauge  sono una classe di teorie fisiche di campo basate sull'idea che alcune trasformazioni che lasciano invariata la lagrangiana del sistema (simmetrie) siano possibili anche localmente e non solo globalmente.
Esistono particolari simmetrie dette globali che non dipendono dal punto. La maggior parte delle teorie della fisica sono descritte da lagrangiane che sono invarianti sotto certe trasformazioni del sistema di coordinate che sono eseguite identicamente in ogni punto dello spaziotempo (si dice quindi che presentano simmetrie globali).
Il concetto alla base delle teorie di gauge è di postulare che le lagrangiane debbano possedere anche simmetrie locali, cioè che debba essere possibile effettuare queste trasformazioni di simmetria solo in una particolare e limitata regione dello spaziotempo senza interessare il resto dell'universo. Questo requisito può essere visto, in senso filosofico, come una versione generalizzata del principio di equivalenza della relatività generale.
L'importanza per la fisica delle teorie di gauge nasce dall'enorme successo di questo formalismo matematico nel descrivere, in un solo quadro teorico unificato, le teorie di campo quantistico dell'elettromagnetismo, dell'interazione nucleare debole e dell'interazione nucleare forte. Questo quadro teorico, noto come Modello Standard, descrive accuratamente i risultati sperimentali di tre delle quattro forze fondamentali della natura, ed è una teoria di gauge con gruppo di gauge SU(3) × SU(2) × U(1).
Altre teorie moderne, come la teoria delle stringhe e certe formulazioni della teoria della relatività generale, sono in un modo o nell'altro, teorie di gauge.